# Sit czarny
Sit czarny (Juncus atratus) – gatunek byliny z rośliny sitowatych (Juncaceae).

## Rozmieszczenie geograficzne
Występuje w trzech izolowanych obszarach Eurazji – od Europy Wschodniej po Azję Środkową, w rejonie Kaukazu, Azji Mniejszej i Grecji oraz w Europie Środkowej (Polska, Czechy, Austria). W Polsce jest gatunkiem rzadkim; rośnie w rozproszeniu na nizinach.

## Morfologia
ŁodygaDo 120 cm wysokości.
Liście5–6-kątne, obłe, podłużnie żeberkowane, poprzecznie przegradzane.
KwiatyCzarne, zebrane w liczne główki szerokości około 5 mm, te z kolei zebrane w luźną rozrzutkę. Działki kielicha wąskolancetowate, długo zaostrzone, długości torebki, wszystkie o jednakowej długości.
OwocTorebka zwężona w długi dzióbek.

## Biologia i ekologia
Bylina, hemikryptofit. Rośnie na łąkach i torfowiskach. Kwitnie w lipcu i sierpniu. Gatunek charakterystyczny łąk selernicowych ze związku Cnidion dubii.

## Zagrożenia
Roślina umieszczona na Czerwonej liście roślin i grzybów Polski (2006, 2016) w grupie gatunków narażonych na wyginięcie (kategoria zagrożenia VU). Znajduje się także w Polskiej czerwonej księdze roślin w kategorii EN (zagrożony).